# Rehab for JAPAN
株式会社Rehab for JAPAN (リハブフォージャパン、英: Rehab for JAPAN Co, Ltd.) は介護現場の付加価値を向上し、利用者のアウトカムを追求する科学的介護ソフト「Rehab Cloud」を運営している企業。機能訓練業務に必要な計画・訓練を自動提案し、書類作成業務の負担を軽減させるサービスを提供している。
The Economist Newspaper Limitedから「Age-tech for an elderly-friendly society」として掲載される。

## 概要
デイサービス向けにリハビリ特化型SaaSを運営しており、機能訓練業務をクラウドで計画・訓練を支援を目的としている。
高齢者データベースをもとに2,200種類、500セットの目標・運動プログラムから最適な計画・訓練を自動で提案を行い、機能訓練業務の計画と訓練の実施をサポートしている。
導入事業者数は2023年4月時点で1400事業所以上。

## 沿革
- 2016年6月 - 株式会社Rehab for JAPAN 創業
- 2018年2月 - 介護事業所向けリハビリ特化型SaaS「リハプラン」の運営を開始
- 2018年6月 - 第三者割当増資により約1億円を調達[3][4]
- 2019年8月 - 介護事業所向け口腔機能向上加算管理サービス「リハプラン口腔機能」の運営を開始
- 2020年2月 - 第三者割当増資により約1.6億円を調達 [5]